# ISO 6166
Pour les articles homonymes, voir ISIN (homonymie).
La norme ISO 6166 relative aux instruments financiers - ISIN - International Securities Identification Number (Numéro d'identification international des valeurs mobilières) est une norme datant de 2001 qui identifie les valeurs mobilières. Elle est utilisée pour identifier les actions, les obligations, les bons, les warrants et les trackers (fonds négociés en bourse). Par commodité, et même si ce ne sont pas des titres, les indices boursiers sont également dotés d'un ISIN.

## Historique
En 1981, l'idée d'une unification du marché européen a été mise en avant.
En 1989 le « groupe des 30 » recommande l'adoption du code ISIN comme standard international pour les titres financiers. 
En 1990, l'Association of National Numbering Agencies (ANNA) est formée dans le but de maintenir et implémenter ce standard. L'Organisation internationale de normalisation (ISO) désigne l'ANNA comme l'autorité en la matière avec une plateforme commune à tous : l'International Central Securities Depository (ICSD). Clearstream Banking Luxembourg (CBL) et Euroclear Bank (EB) sont considérés comme des ICSD en Europe.
En 1994, à l'initiative de l'ANNA, le Global ISIN Access Mechanism (GIAM) est développé pour lier tous les National Numbering Agencies (NNA) sur le réseau électronique. Les NNA ont chacun leurs registres centraux (CSD) et sont responsables de la délivrance des ISIN dans leur pays. Dans les pays où il n'y a pas de NNA, trois agences de substitution ont été désignées. Exemple : le NNA du Luxembourg est CBL (ex Cedel). À cette époque, GIAM-1 tournait sous le SGBD Paradox et utilisait MQSeries pour l'envoi de messages.
En fin d'année 1997, les membres de l'ANNA ont décidé de changer pour un modèle basé sur l'Internet capable de gérer à la fois les ISIN, la CFI, SWIFT et le STP : GIAM-2 était né.
En 2000, l'EB, la CBL et la Depository Trust & Clearing Corporation (DTCC) établissent sur la base du EPIM: l'European Pre-issuance Messaging System (EPIM), un système de messagerie STP qui gère entre autres chose la distribution des ISIN. L'International Capital Market Association (ex IPMA) a défini les champs obligatoires et les valeurs par défaut des messages EPIM.
En France, c'est le 30 juin 2003 que le code ISIN a remplacé le code SICOVAM pour identifier les principaux instruments financiers, dans un souci de faciliter les échanges trans-frontaliers et la normalisation au niveau international des marchés financiers.
En février 2005, on comptait 2,85 millions d'ISIN représentant 2,16 millions de titres. Le temps d'allocation et de distribution des ISIN a été réduit de plus de deux heures à moins de deux minutes.
En 2006, la Banque de France lance le projet NORIA, qui permet aux banques françaises d'immatriculer électroniquement les titres de créance négociables dont elles sont domiciliataires.

## Composition
| Composition du code ISIN | Composition du code ISIN | Composition du code ISIN | Composition du code ISIN | Composition du code ISIN | Composition du code ISIN | Composition du code ISIN | Composition du code ISIN | Composition du code ISIN | Composition du code ISIN | Composition du code ISIN | Composition du code ISIN | Composition du code ISIN |
| ------------------------ | ------------------------ | ------------------------ | ------------------------ | ------------------------ | ------------------------ | ------------------------ | ------------------------ | ------------------------ | ------------------------ | ------------------------ | ------------------------ | ------------------------ |
| 1                        | 2                        | 3                        | 4                        | 5                        | 6                        | 7                        | 8                        | 9                        | 10                       | 11                       | 12                       |                          |
| code pays                | code pays                | NSIN                     | NSIN                     | NSIN                     | NSIN                     | NSIN                     | NSIN                     | NSIN                     | NSIN                     | NSIN                     | clé de contrôle          |                          |

L'ISIN est composé de 12 caractères alphanumériques, les deux premiers servant à identifier le pays d'émission de la valeur selon la norme ISO 3166-1 alpha-2, sur deux caractères alphabétiques (US pour USA, GE pour Allemagne, GB pour Grande-Bretagne, FR pour France, IT pour Italie, etc..).
Toutefois, les titres immatriculés par les ICSD Clearstream et Euroclear Bank ont pour préfixe les lettres 'XS'.

## NSIN
Le NSIN (composé de 9 chiffres et/ou lettres) est assigné par le NNA (National Numbering Agency) de chaque pays :
- En Allemagne, le NNA est la société WM Datenservice et le NSIN (seulement numérique) est le WKN.
- Au Royaume-Uni, le NNA est le London Stock Exchange et le NSIN (seulement numérique) est le SEDOL.
- Aux États-Unis, c'est le CUSIP (seulement numérique, attribué par Standard and Poor's qui en détient le monopole conféré par le Département du commerce) qui est utilisé comme NSIN.
- En France, c'est Euroclear qui attribue les NSIN (seulement numérique, pour les titres antérieurs à l'adoption de cette norme, le code SICOVAM est utilisé comme NSIN).
- En Italie, c'est la Banque d'Italie qui attribue les NSIN depuis qu'elle a absorbé l'UIC - Ufficio italiano dei Cambi le 1er janvier 2008.
- En Australie, le NSIN comprend des lettres complétées sur 9 caractères à gauche par des zéros. (La clé de contrôle à 1 chiffre du code ISIN complet sur 12 caractères ne peut pas détecter les inversions de deux positions mais une autre clé est incluse dans les lettres pour pallier cela).

## Exemples
- France Telecom : FR0000133308 (FR + SICOVAM 13330 + 8)
- Indice CAC 40 : FR0003500008 (FR + SICOVAM 350000 + 8)
- Microsoft : US5949181045

## Calcul pour vérifier la validité

### Méthode générale
1. Mettre de côté la clé, qui servira de référence à la fin de la vérification (dernier chiffre).
2. Convertir toutes les lettres en nombres via la table de conversion ci-contre. Si le nombre obtenu est supérieur ou égal à 10, prendre les deux chiffres du nombre séparément (exemple : 27 devient 2 et 7).
3. Multiplier par 2 la valeur d'un chiffre sur 2 de la chaîne en commençant par le chiffre le plus à droite.  Si le nombre obtenu est supérieur ou égal à 10, garder les deux chiffres du nombre séparément (exemple : 14 devient 1 et 4).
4. Faire la somme de tous les chiffres.
5. Soustraire cette somme de la dizaine supérieure ou égale la plus proche (exemples : si la somme vaut 22, la dizaine « supérieure ou égale »  est 30, et la clé vaut donc 8 ; si la somme vaut 30, la dizaine « supérieure ou égale » est 30, et la clé vaut 0 ; si la somme vaut 31, la dizaine « supérieure ou égale » est 40, et la clé vaut 9).
6. Comparer la valeur obtenue à la clé mise initialement de côté.

### Exemple concret
Le code ISIN utilisé sera le suivant : FR0003500008

Étapes 1 et 2 :

F R 0 0 0 3 5 0 0 0 0 (+ 8 : clé)

15 27 0 0 0 3 5 0 0 0 0
Étape 3 : le traitement se fait sur des chiffres

1 5 2 7 0 0 0 3 5 0 0 0 0

I P I P I P I P I P I P I : position en partant de la droite (P = Pair, I = Impair)

2 1 2 1 2 1 2 1 2 1 2 1 2 : coefficient multiplicateur
2 5 4 7 0 0 0 3 10 0 0 0 0 : résultat
Étape 4 :

2 + 5 + 4 + 7 + 0 + 0 + 0 + 3 + (1 + 0) + 0 + 0 + 0 + 0 = 22
Étapes 5 et 6 :
30 - 22 = 8 (valeur de la clé)

## Immatriculation d'un ISIN et admission chez un dépositaire central
À quelques exceptions près, notamment les États-Unis et la Suisse, le NNA d'un pays est son dépositaire central. En France, l'affectation d'un code ISIN à un titre (son immatriculation) est la fonction de l'Agence Française de Codification (AFC), un service d'Euroclear France.
Toutes les actions cotées en bourse sont nécessairement inscrites en Euroclear France, et par conséquent dotées d'un code ISIN. En revanche, les fonds communs de placement ne font pas nécessairement l'objet d'une demande d'admission chez un dépositaire, notamment les fonds dédiés, conçus pour un souscripteur unique, un investisseur institutionnel ; le fonds ne reçoit alors pas de code ISIN. De même, certains titres de taux, quelquefois émis spécifiquement pour un investisseur unique, n'ont pas besoin d'être admis chez un dépositaire central en l'absence de perspective d'un marché secondaire.
Quant aux titres de créance négociable (TCN), la Banque de France a systématisé la procédure d'immatriculation avec son système NORIA. C'est le domiciliataire qui assure le rôle de NNA. Mais de façon générale, les titres du marché interbancaire, dont la durée est très courte (en France, 1 jour suffit pour un certificat de dépôt) et qui ne font pas l'objet de négociations sur un marché secondaire, n'ont pas besoin d'être admis chez le dépositaire central, et donc de recevoir un code ISIN.
Si l'identification d'un titre par un code ISIN est une condition nécessaire pour le rendre livrable entre les affiliés d'un dépositaire central, c'est-à-dire pour le rendre négociable entre clients domiciliés dans deux établissements bancaires différents, elle ne le garantit pas : si, en France, tous les TCN ont un code ISIN, un petit nombre seulement est admis chez Euroclear France.